# Tęczowa Jama
Tęczowa Jama – jaskinia w Gorcach na zachodnim zboczu południowego ramienia Kiczory, w Gorczańskim Parku Narodowym, we wsi Łopuszna, w gminie Nowy Targ, powiecie nowotarskim w województwie małopolskim.

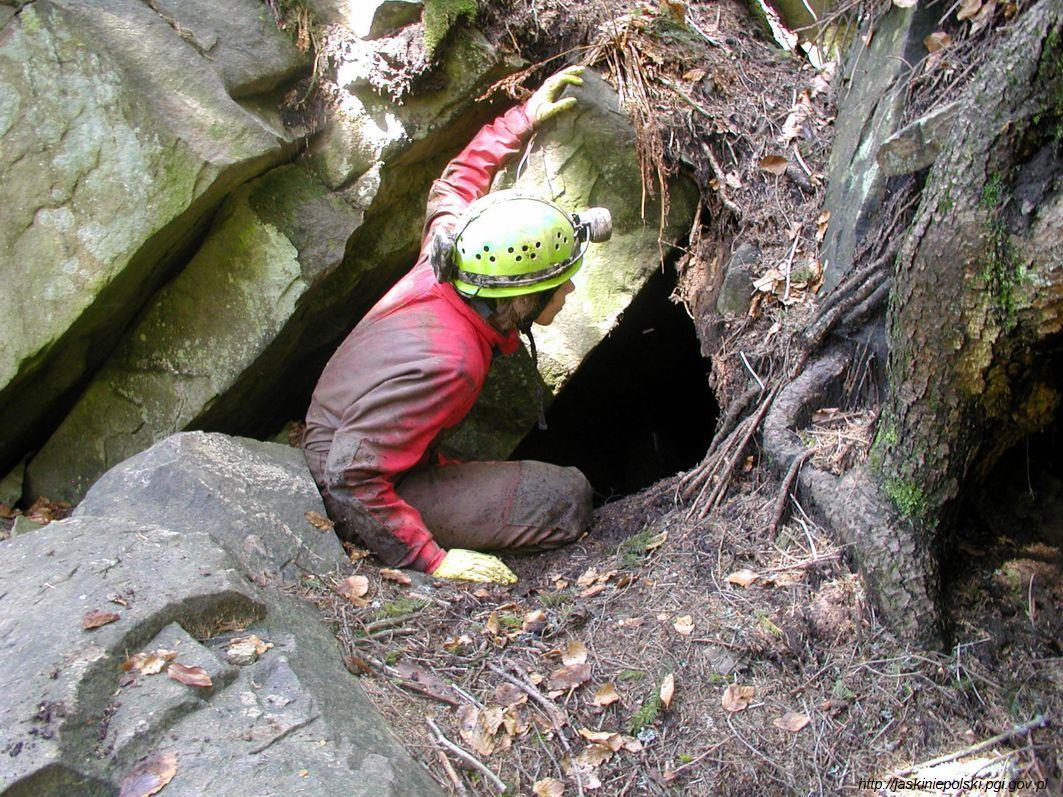
Otwór jaskini

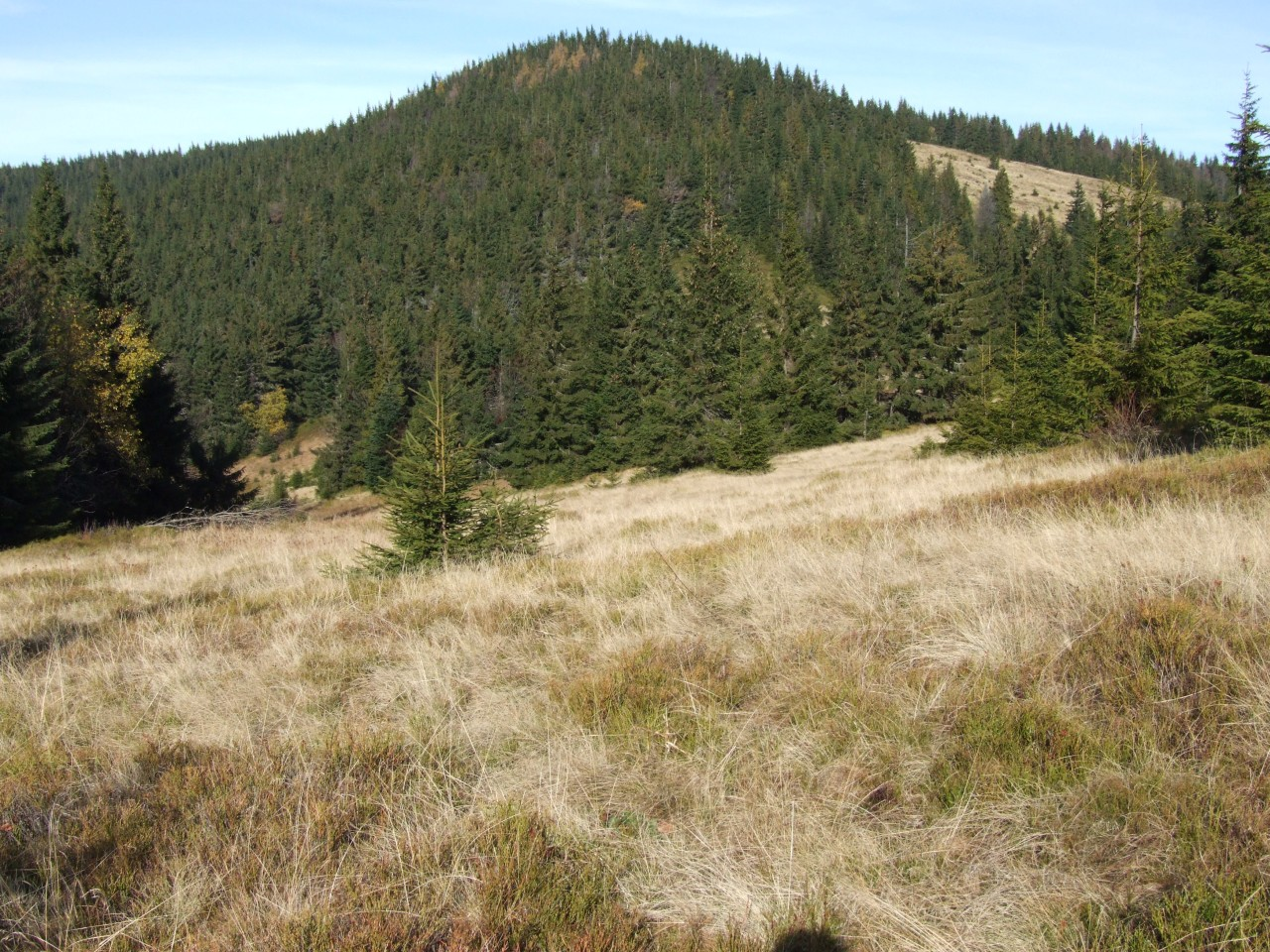
Kiczora

## Opis jaskini
Jaskinia ma dwa otwory wejściowe znajdujące się na wysokości 1180 m n.p.m. w skałkach Turnice, w pobliżu Jaskini Goszczyńskiego, Przepastnej Jamy, Jaskini Łopuszańskiej, Jaskini Kiczorskiej i Szczeliny za Płytą. Długość jaskini wynosi 32 metry, a jej deniwelacja 7 metrów.
Główną częścią jaskini jest niewielka Sala Kręgu do której z dwóch, położonych obok siebie, niewielkich otworów wejściowych prowadzi obszerny korytarz. Odchodzą z niej trzy ciągi:
- na południe niedostępne szczeliny
- na zachód za zaciskiem niewielki korytarzyk zakończony studzienką
- na północ za niewielkim prożkiem wąski korytarzyk prowadzący do niewielkiej salki nazwanej Gabinetem Wiedźmy[1].

Jaskinia jest typu osuwiskowego. Flory nie badano.
Jaskinia była prawdopodobnie znana od dawna. Jako pierwsi zbadali ją P. Baczyński, R. Dadel, T. Mleczek, R. Tęczar w 2003 roku.